# Вікімедіа РУ
Некомерційне партнерство «Вікімедіа РУ» — російська неприбуткова організація, яка має на меті популяризацію та підтримку проєтів «Фонду Вікімедіа» і діє на території Росії. Заснована 24 травня 2008 року, зареєстрована 21 листопада того ж року.

## Діяльність
- Представляє інтереси російськомовної версії інтернет-енциклопедії «Вікіпедія», бере участь в офіційних заходах.
- Бере участь в організації Вікіконференцій, які щорічно проводяться в Росії.
- Веде постійну роботу з вироблення і внесення пропозицій щодо вдосконалення законодавства, пов'язаного з авторським правом.

Українські вікіпедисти виступали з доповідями на російських Вікіконференціях у 2011 (Воронеж), 2012 (Москва), 2013 (Смоленськ), 2014 (Москва), 2015 (Уфа) роках. З 16 липня по 15 жовтня 2013 року спільно з ГО «Вікімедіа Україна» «Вікімедіа РУ» було проведено конкурс статей «Галерея слави».
19 грудня 2023 року на загальних зборах організації було вирішено розпочати процедуру припинення діяльності організації. Причиною стала ймовірність внесення керівників Вікімедіа РУ до списків іноземних агентів.
2 лютого 2024 року Міністерство юстиції РФ визнало виконавчого директора Вікімедіа РУ Станіслава Козловського «іноземним агентом».
18 березня 2024 року Мінюст РФ додав до списку іноземних агентів і саму організацію Вікімедіа РУ.